# Solutreano

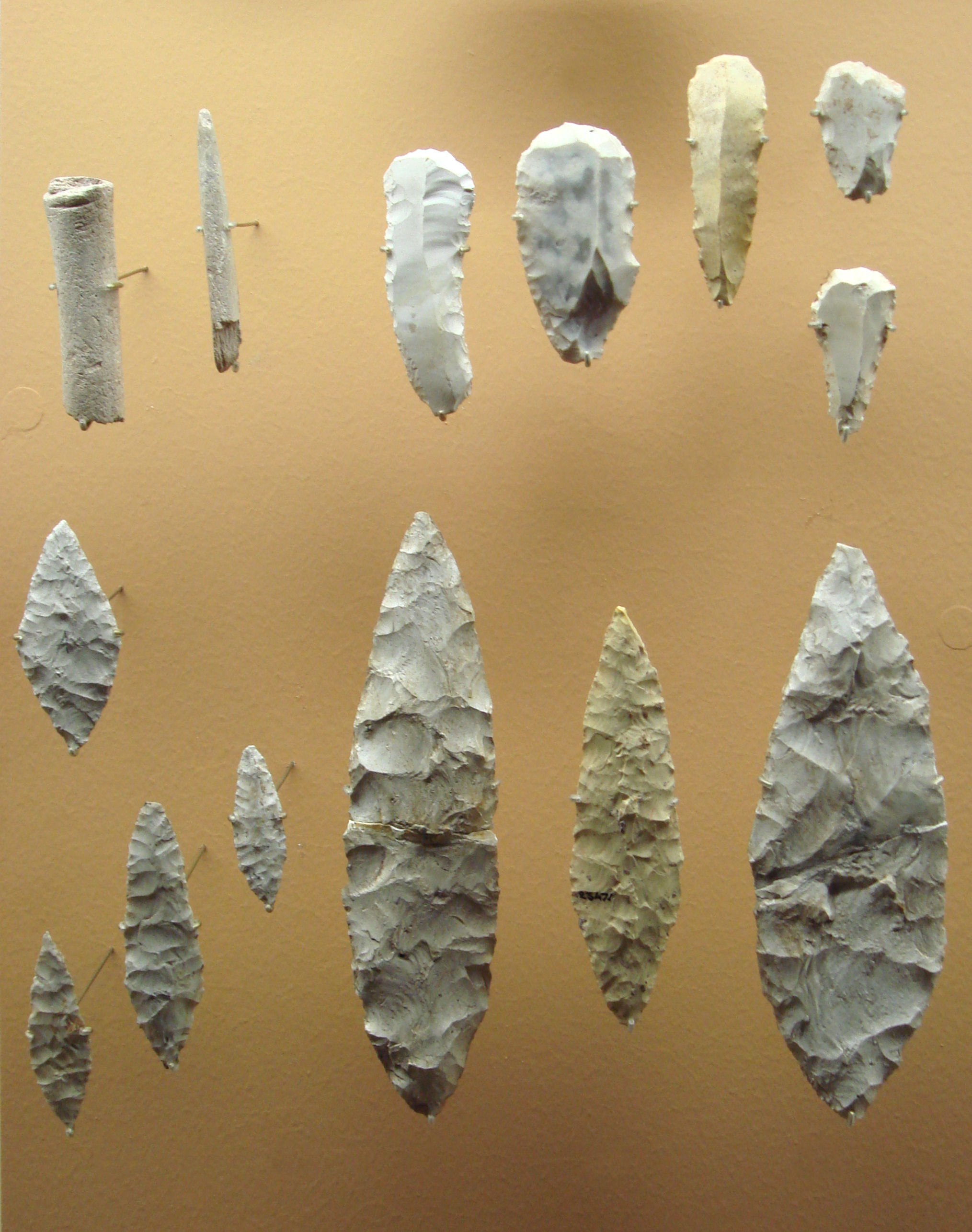
Ferramentas solutreanas, Crot du Charnier, Solutré-Pouilly, Saône-et-Loire, França.

O Solutreano é uma cultura pré-histórica que se desenvolveu na França e na Península Ibérica durante a segunda metade do Paleolítico Superior, de 23 a 18 ka cal AP, o que corresponde aproximadamente ao curso do Último Máximo Glacial (LGM - Do inglês: Last Glacial Maximum). Seu nome vem do sítio pré-histórico de Solutré, em Saône-et-Loire. É precedida pelo Gravetiano (31 a 22 ka cal AP) e sucedida pelo Magdaleniano (17 a 15 ka cal AP). No período do Paleolítico Superior Europeu, o complexo tecnológico solutreano emerge como um dos fenômenos culturais mais únicos e intrigantes por representar uma clara ruptura em relação aos complexos tecnológicos pan-europeus anteriores.
Nota: "ka" significa "kilo-annum", ou seja, 1000 anos (não calibrado na data C14.)
Bastante excepcional, a característica que isola mais visivelmente o Solutreano entre a variabilidade tecno-tipológica do Pleistoceno Superior é o conjunto de inovações tecnológicas desenvolvidas para a fabricação de talhas líticas usando retoque plano invasivo unifacial e bifacial.
Devido à sua singularidade, os utensílios solutreanos receberam muita atenção ao longo do tempo. A sua caracterização tecno-tipológica tem sido o princípio norteador de alguns dos tópicos solutreanos mais debatidos, como as origens tecno-tipológicas em si (por exemplo, influência externa vs. desenvolvimento nativo); a possível expansão demográfica e cultural em direção à América do Norte durante o LGM; ou a organização cronológica interna do complexo tecnológico (por exemplo, subdivisões de estágios vs. variabilidade funcional no Norte da Península Ibérica).
Em um estudo sobre a transição das formas culturais na França por volta de 23 ka cal AP, Boccaccio analisou como devem ter acontecido as interações entre as culturas humanas da região. A transição solutreana para badegouliana não apresenta resquícios transicionais de tecnologia. Já a transição solutreana para um pequeno grupo conhecido como salpetriana apresenta tanto rupturas quanto continuidades tecnológicas. Assim, ainda há, atualmente, dificuldades em definir a relação entre os diferentes grupos culturais que existiam junto da cultura solutreana, como a badegouliana e a salpetriana. Boccaccio e demais autores consideram que um trabalho extenso deva ser realizado para fornecer novos dados arqueológicos, análises tecnológicas e datação de vestígios. Isto também ajudará a compreender a evolução de sociedades do Paleolítico que carregaram pontas durante o LGM na borda noroeste do mar Mediterrâneo.
Os artefatos relacionados a cada cultura revelam detalhes importantes acerca da evolução dos primeiros europeus ao longo de mais de 40 mil anos, de modo que o descobrimento desses itens seja fundamental no estudo desse período da história humana. Nesse sentido, após pesquisas realizadas por arqueólogos de várias partes do mundo, foram encontradas camadas de artefatos, ferramentas e restos de osso e de pedra, além de restos de esqueletos de animais e de humanos. Assim, indícios de suas mudanças culturais e comportamentais foram utilizadas para classificar esses achados em subperíodos e em populações associadas a eles, isto é, em culturas arqueológicas europeias.
O resultado desse processo foi uma divisão em cinco culturas, cujos nomes advém do local em que foram documentadas pela primeira vez. Elas são a cultura Châtelperroniana, Aurignaciana, Gravetiana, Solutreana e Magdaleniana. Outrossim, devido a sua singularidade, o armamento dessa cultura se distingue bastante de outras tradições, principalmente por sua caracterização tecno-tipológica, a qual ainda é debatida entre os cientistas.
Ademais, as ferramentas solutreanas encontradas apresentaram uma considerável semelhança com as tecnologias líticas Clóvis norte-americanas, de modo que surgiu uma nova hipótese para a ocupação da América do Norte, a qual teria sido ocupada por migrantes da tradição Solutreana, que teriam migrado de barco através do gelo compactado do Atlântico. Contudo, essa hipótese não é amplamente apoiada no meio científico, e as evidências acerca da teoria de que os asiáticos cruzaram o Estreito de Bering apresentam maior aceitação entre os cientistas.

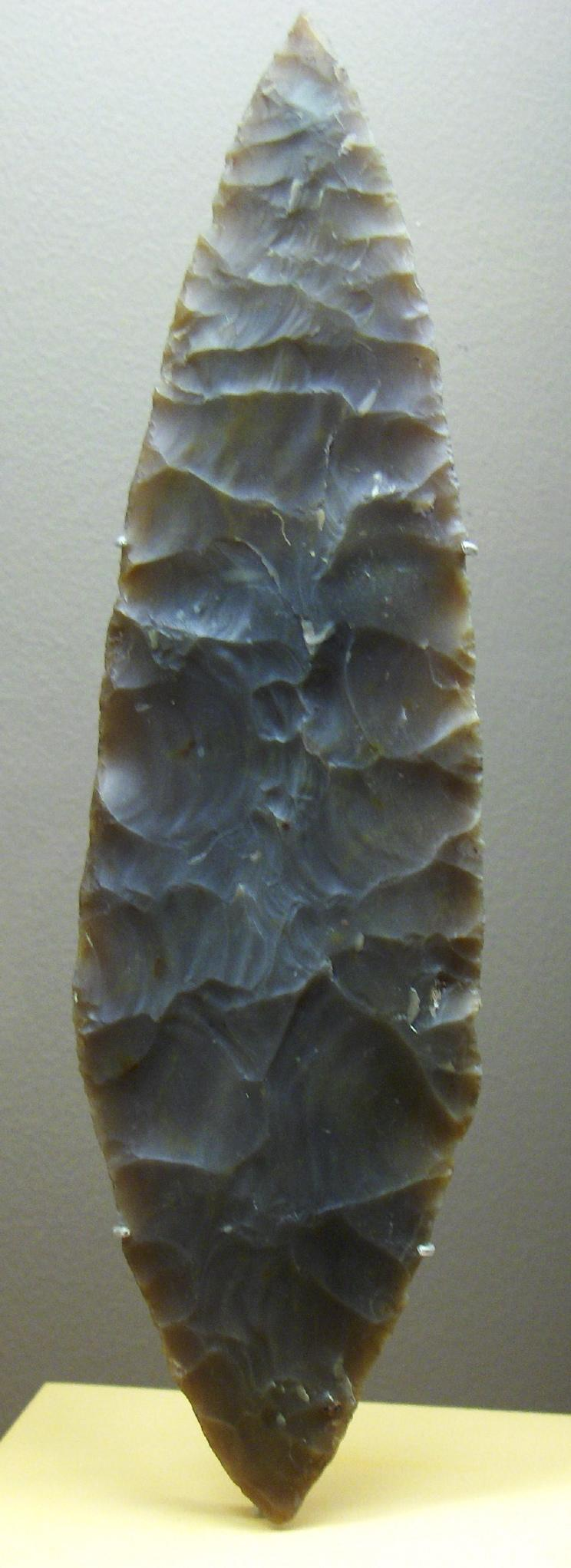
Ponta de sílex do Volgu no Museu Arqueológico Nacional da França.

A cultura Solutreana faz parte do Paleolítico Superior e a sua tecnologia é típica de um estilo de vida caçador-coletor. A tecnologia das pontas líticas se divide de acordo com o período, consistindo em pontas planas no Solutreano Inferior, peças bifaciais de grande delicadeza, chamadas “folhas de louro”, no Solutreano Médio, e “folhas de salgueiro” e pontas entalhadas no Solutreano Superior. As restantes ferramentas correspondem ao conjunto comum do Paleolítico Superior: raspadores, cinzéis, brocas, lâminas de dorso. Também sabemos que as pontas líticas em forma de folha produzidas por essa cultura eram extremamente sofisticadas, tendo como característica principal o lascamento com a utilização de chifres e outras ferramentas de origem animal, com seu acabamento sendo feito por meio da técnica de retoque por pressão. A cultura de lascamento solutreana é derivada da cultura gravetiana, tendo surgido desta a partir do isolamento de alguns grupos durante o último máximo glacial. Além disso, a cultura Solutreana apresenta algumas inovações próprias.

### Inovações tecnológicas

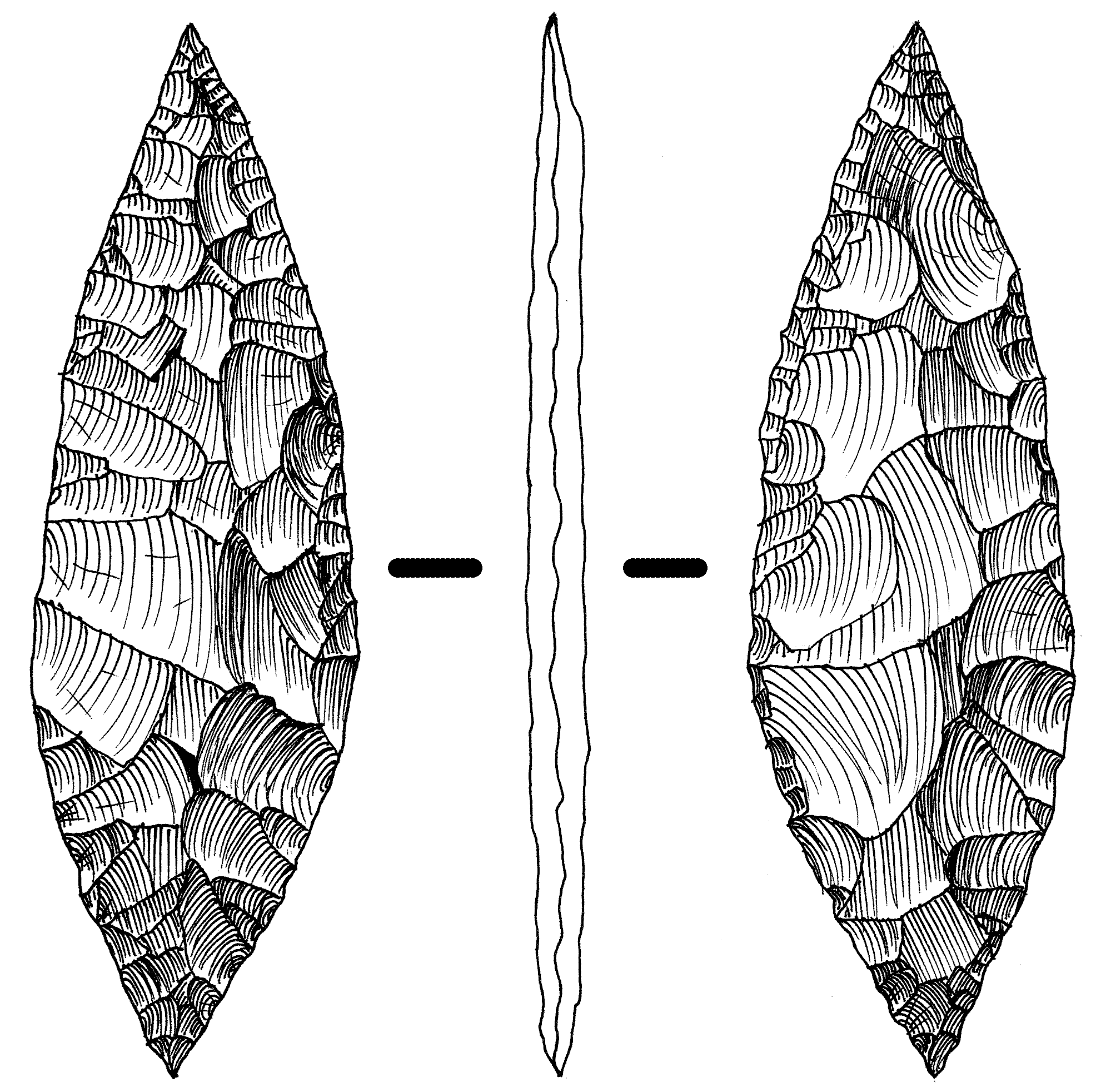
Folha de louro Solutreana.

Um dos sítios arqueológicos pertencentes à cultura Solutreana é o da caverna de El Buxu. A análise das pontas encontradas neste sítio revelou resíduos de substâncias adesivas, indicando que os solutreanos usavam esses materiais para fixar lâminas em hastes de madeira ou osso. O uso de adesivos reflete um nível significativo de sofisticação tecnológica. A fixação das lâminas com adesivos aumentaria a durabilidade e a eficácia das ferramentas, essenciais para atividades como caça e processamento de alimentos.
O tratamento térmico do sílex, a partir do Solutreano Superior, também foi uma inovação dessa cultura. As pontas de sílex eram aquecidas entre 250 a 300 graus celsius com o objetivo de facilitar a sua talha. Evidências do uso desse tratamento foram encontradas em pontas do sítio arqueológico de Le Piage.

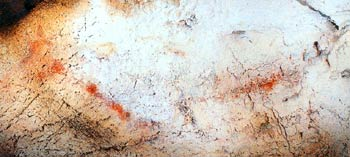
Arte rupestre solutreana na Cueva de El Salitre, Cantabria, Espanha.

O Solutreano é conhecido por suas distintas manifestações artísticas. A arte Solutreana é principalmente caracterizada pela produção de ferramentas líticas finamente trabalhadas e pela arte rupestre.
Em relação à arte rupestre, os solutreanos produziram gravuras e pinturas em cavernas, muitas vezes representando figuras de animais como cavalos e cervos. Essas representações são notáveis pela sua precisão e detalhamento, refletindo uma observação cuidadosa da fauna da época. Além disso, os motivos geométricos e abstratos são também uma característica marcante, sugerindo uma dimensão simbólica ou ritualística na sua produção artística.

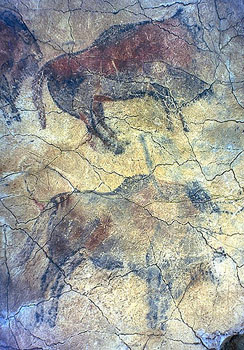
Arte rupestre solutreana em Altamira.

As práticas artísticas dos solutreanos são vistas como um reflexo da complexidade cultural e das habilidades cognitivas avançadas desses grupos humanos, evidenciando uma profunda ligação com o seu meio ambiente e uma capacidade para a expressão simbólica.
A arte parietal (no estudo da arte pré-histórica, de maneira geral, o conjunto de obras realizado pelo Homem em paredes de cavernas e abrigos sob rochas) solutreana é conhecida notadamente pelo friso esculpido de Roc-de-Sers e uma parte das pinturas da Caverna de Cosquer. A arte rupestre do vale do Côa, em Portugal, está igualmente ligada ao Solutreano. Uma datação por carbono 14 sob os materiais escavados de Puits, na caverna de Lascaux, tenderia a envelhecer as três datações anteriores (17 ka cal AP), com uma idade aproximada de 18,9 ka cal AP, o que atribui Lascaux ao Solutreano. No entanto, não existem objetos solutreanos na única camada arqueológica da caverna, mas apenas numerosos objetos do período Madgaleniano II. Na caverna do Moro, Espanha, também encontra-se arte solutreana, a qual se tornou um ponto-chave para entender o fenômeno da arte rupestre no sul da Península Ibérica.
A descoberta de gravuras de cavalos solutreanos em 1995 confirmou a presença de arte do Paleolítico Superior na região, particularmente na área do Campo de Gibraltar e da antiga lagoa La Janda, na província de Cádis, Espanha. Os padrões de pontos encontrados na caverna Moro são comparáveis a outros sítios da região, como nas cavernas Estrellas, Palomas-I e Palomas-IV, que também apresentam padrões de pontos regulares considerados do Paleolítico Superior, presumivelmente solutreanos. Além disso, não há arte explícita pós-paleolítica na caverna Moro, o que a torna uma exceção notável na região, onde a maioria dos sítios conhecidos compartilha espaço com figuras esquemáticas.

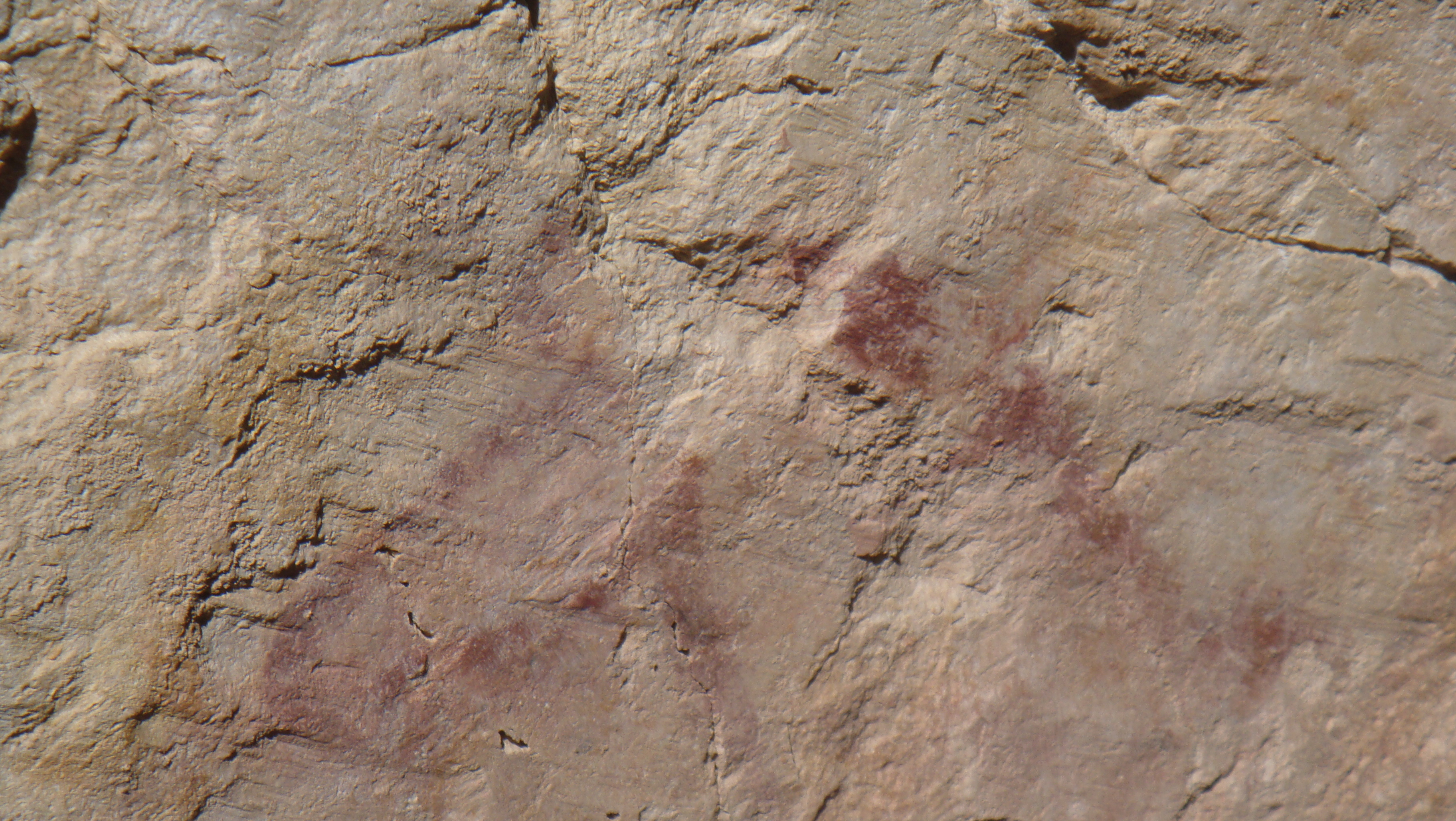
Arte rupestre solutreana na Cueva Ambrosio, Almeria, Espanha.

Para melhorar o estudo da arte rupestre, na pesquisa que se deu na região, foram utilizados métodos digitais de registro, como fotogrametria e ortofotomosaicos. Isso levou à modelagem espacial do abrigo rochoso, à microtopografia dos painéis e à descoberta de numerosas ilustrações inéditas em todo o sítio. Foram identificados padrões pintados de pontos (espirais/círculos concêntricos, alinhamentos e agregações) relacionados a um grande cavalo no andar inferior da caverna, sugerindo uma cronologia do final do Solutreano/início do Magdaleniano, com base no tamanho e formato dos pontos, arranjo e composição, comparação com outros sítios e grau de degradação.
Quanto às práticas rituais, existe, na margem esquerda da Ribeira da Casqueira (também conhecida por Ribeira da Caranguejeira e do Sirol), em Portugal, o chamado “Abrigo do Lagar Velho”, onde foi encontrado um depósito conservado no interior de uma reentrância da parte de trás do abrigo. O solo contém vestígios estratigrafados de ocupações do Proto-Solutreano, do Solutrano inferior e do Solutreano médio. Após realizada uma terraplanagem, foi descoberta e escavada uma sepultura infantil, cujo esqueleto encontrava-se em conexão anatômica, com exceção da cabeça, fragmentada pela terraplanagem, e do antebraço, mão e pé direitos. Os ossos da criança e as terras situadas no interior da fossa sepulcral encontravam-se tingidas de ocre vermelho. Na zona do pescoço foi recolhida uma concha perfurada de Littorina obtusata. Ao longo do ombro e braço direito e junto aos pés, o contorno da fossa sepulcral encontrava-se marcado por uma série de ossos de herbívoro de médio porte que poderão ter constituído oferendas funerárias. A anatomia do maxilar inferior e o estado de desenvolvimento da dentição indicam que se trata de um indivíduo de tipo moderno com uma idade estimada em cerca de 4 anos. Esta se trataria da mais antiga ocupação identificada até o momento no Abrigo do Lagar Velho, em uma altura na qual o local teria sido utilizado como espaço funerário, datado de 29 ka cal AP, o que o enquadraria como inaugurado no período Gravetiano, o anterior ao Solutreano.

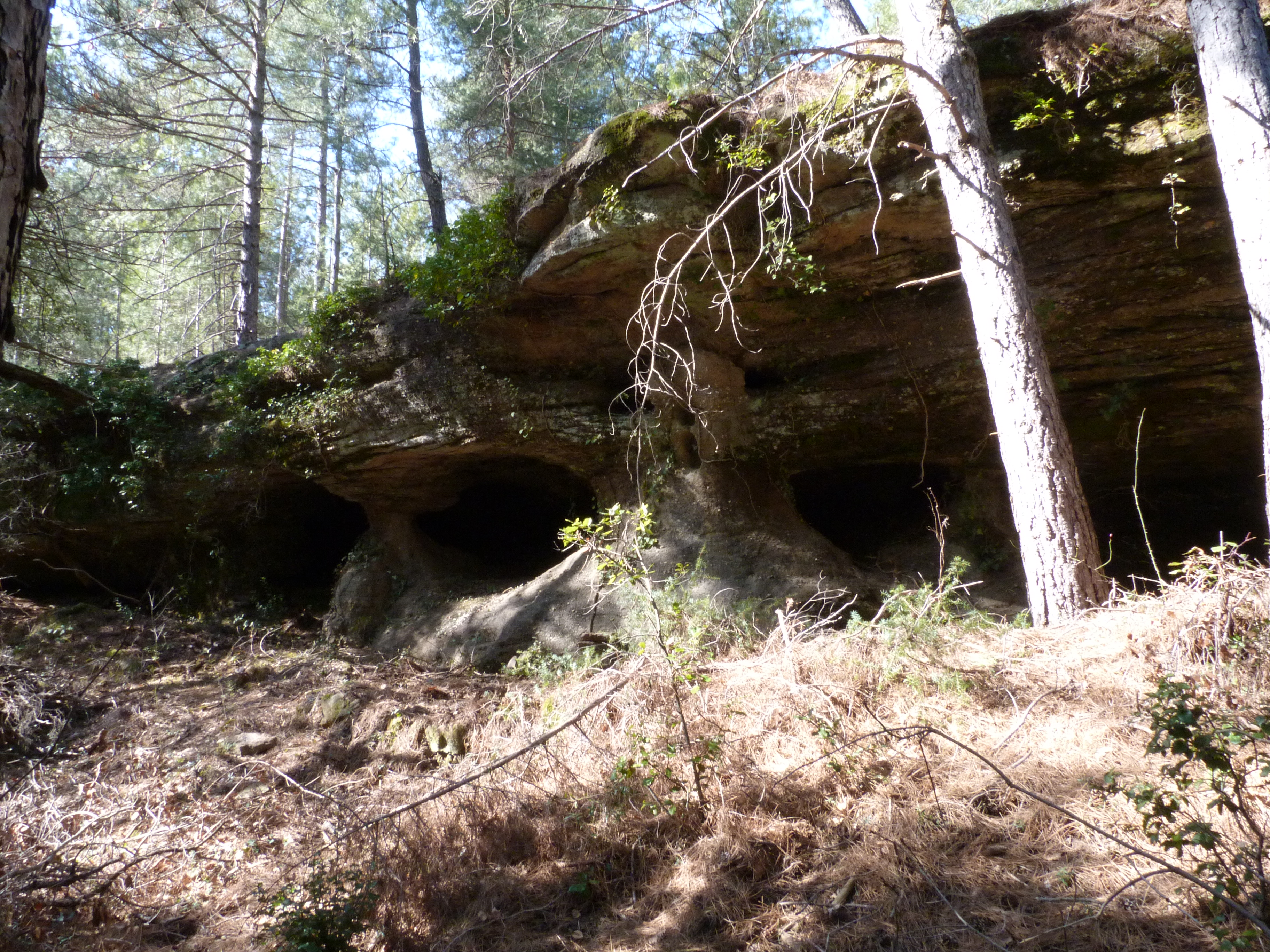
Cavernas solutreanas em Aujac, Gard.

Os habitantes do período Solutreano eram principalmente caçadores-coletores, vivendo em grupos nômades ou semi-nômades. A ocupação dos sítios variava conforme as estações do ano e a disponibilidade de recursos naturais. Em locais como o Vale Boi, em Portugal, as ocupações solutreanas se distribuíam por diferentes áreas, incluindo terraços e abrigos, que forneciam proteção e uma base para atividades diárias.
A organização social dos grupos solutreanos não é completamente conhecida, mas presume-se que eles viviam em pequenas bandas familiares. A divisão do trabalho era provavelmente baseada em gênero e idade, com homens caçando grandes mamíferos e mulheres e crianças coletando plantas e realizando atividades domésticas.

### Hábitos alimentares
Quanto aos hábitos alimentares dos solutreanos, entende-se que estes eram variados e baseados nos recursos disponíveis em seu entorno. Incluía a caça de grandes mamíferos, como cavalos, veados e outros ungulados; a pesca e coleta de mariscos, como se observa em sítios costeiros como p do Vale Boi; e a coleta de plantas, frutos e nozes, a qual, embora menos evidente nos registros arqueológicos, é bastante provável.
No Vale Boi, as camadas solutreanas contêm uma abundância de restos faunísticos, demonstrando a importância da caça e da pesca. Os ossos de animais encontrados indicam que esses grupos eram caçadores eficientes, capazes de abater grandes presas e explorar intensivamente os recursos disponíveis.
Os solutreanos demonstraram uma capacidade notável de adaptação ao ambiente, utilizando de maneira sustentável os recursos naturais. Eles desenvolveram estratégias eficazes de caça e coleta que lhes permitiram sobreviver durante o LGM, uma época de condições climáticas adversas. Essa combinação de uma dieta variada e uma tecnologia avançada auxiliou os solutreanos a prosperar em uma época de grandes desafios ambientais.
O exame dos restos físicos do período Solutreano determinou que eles eram de um tipo ligeiramente mais gracioso do que a cultura gravetiana anterior. Os machos eram bastante altos, com alguns esqueletos chegando a 179 cm de altura. O volume 4 da Revista Portuguesa de Arqueologia de 2001 examinou uma mulher solutreana cujos restos físicos são descritos como "possuindo elementos pós-cranianos que derivam de um indivíduo relativamente pequeno e grácil". Os dentes dos indivíduos Solutreanos são descritos como sendo semelhantes em aparência aos pertencentes ao povo gravetiano.

### Ambiente
A Península Ibérica é um local perfeito para se analisar as relações entre ambiente, clima e comportamento humano por conta da sua variedade geográfica e climática. Além disso, o comportamento espacial que existia no modelo caça-coleta da cultura solutreana foi moldado conforme as deformidades do terreno e a disponibilidade de recursos disponíveis no entorno. 

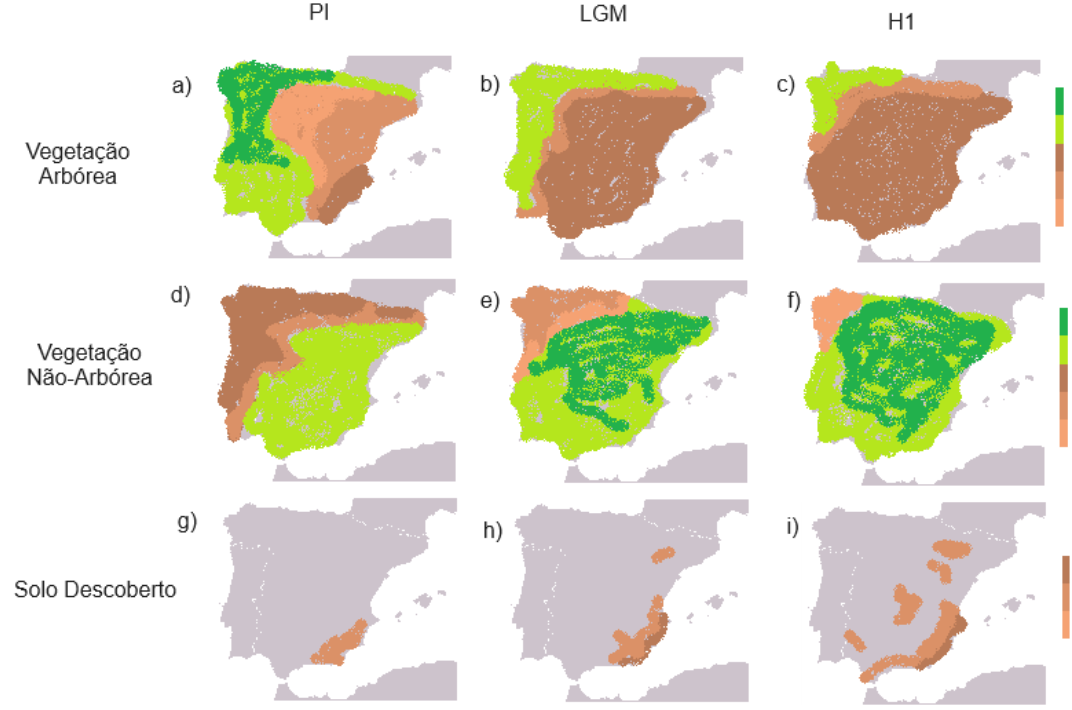
Distribuição dos potenciais tipos de vegetação reconstruídos na Península Ibérica com base na temperatura média anual simulada e precipitação para PI, LGM e H1. A vegetação é agrupada em tipos arbóreos para as condições climáticas de (a) PI, (b) LGM (c) H1 e tipos não arbóreos para as condições climáticas de (d) PI, (e) LGM, (f) H1. A distribuição de áreas com solo descoberto também é mostrada para as condições climáticas de (g) PI, (h) LGM e (i) H1.

Por conta do período Solutreano abranger principalmente o LGM, ainda há certa incerteza quanto à caracterização climática do período. Por um lado, há a ideia de que, quando as mudanças climáticas ocorreram, houve um aumento na predominância de climas frio e seco, com desenvolvimento de vegetação semi-árida. Por outro lado, esta é uma visão clássica sobre como seria o clima, e, logo, estudos mais recentes indicam que talvez o LGM possa ter sido mais quente e úmida em várias regiões da Península Ibérica do que em muitos eventos do Pleistoceno Tardio.<ref=Boccaccio/> Apesar disso, a questão permanece em discussão, com os resultados obtidos para a interpretação sendo dependentes do local da coleta de dados e da quantidade de fatores considerados na elaboração do estudo. A exemplo, certos estudos que não consideraram a temperatura superficial dos oceanos indicaram que, durante o período, pudesse ter acontecido um aumento das taxas de precipitação e, logo, da umidade na costa do Mediterrâneo. Outros estudos, no entanto, que abarcaram maior quantidade de fatores, talvez possam ter obtido resultados que se aproximem mais da representação real do período.
Para a situação na qual se considera que de fato o período foi marcado por altas temperaturas e clima seco, a escassez da disponibilidade de água durante o verão pode ter causado uma degradação e um crescimento limitado das plantas, em especial na região sul da península. Desta forma, ocorreria um retraimento da vegetação, limitando a acessibilidade a fontes de alimento por outros animais e plantas dependentes daquelas. Ademais, por meio de reconstruções da paleovegetação do período, nota-se um aumento da vegetação do tipo estepe em vez da do tipo arbóreo, além de um aumento da quantidade de solos descobertos, o que fortaleceriam a hipótese de desertificação do período.

Por outro lado, parece que particularmente a região sul da península esteve mais sujeita a drásticas mudanças ambientais durante o período de condições climáticas fria e seca do período. Tal fato pode ser analisado pelas sequências de pólen no assoalho marinho do sul da Península Ibérica, que revelam uma mudança para táxons de estepe durante o primeiro semestre. Essas mudanças climáticas não causaram um intervalo temporal na ocupação da parcela do norte, o que se imagina que seja por conta de uma maior resiliência das plantas da região a mudanças climáticas.

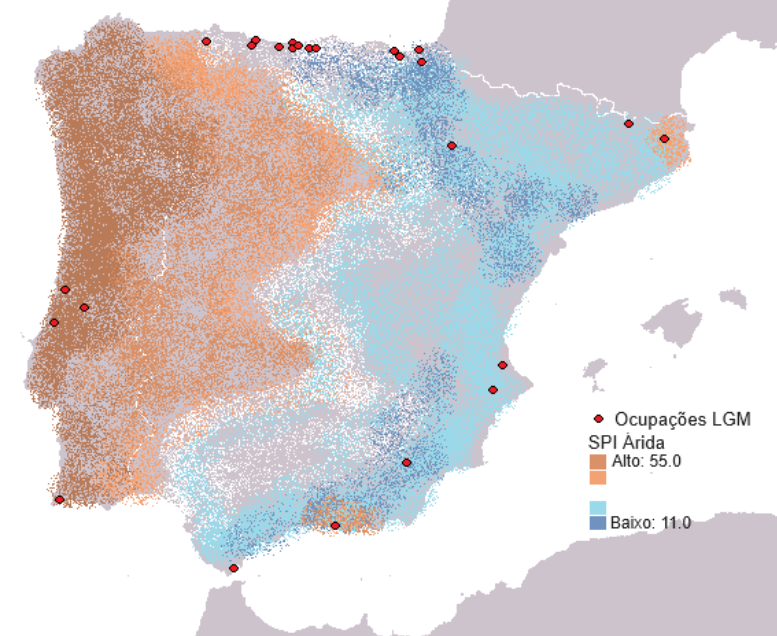
Distribuição espacial e frequência de valores de SPI extremamente secos (‘SPIarid’). Cores quentes indicam maior frequência de ocorrência de anomalias de precipitação levando a eventos de seca, as cores frias indicam uma frequência mais baixa.

Num estudo sobre o impacto da variabilidade climática no padrão de ocupação humana durante a LGM, Burke et. al verificaram que as médias das temperaturas e precipitações anuais parecem não ter afetado significativamente a distribuição humana na península. Por meio do Índice Padronizado de Evapotranspiração de Precipitação (SPI - Do inglês: Standard Precipitation Index), puderam criar um modelo que medisse as distribuições de chuvas na Península Ibérica durante o período solutreano. A partir de seus resultados, o modelo é consistente com a hipótese de que a Península Ibérica tenha funcionado como um refúgio para os hominínios durante as condições glaciais mais extremas. Em especial, é importante notar que este modelo é compatível com o modelo de distribuição da vegetação observado anteriormente.
Adiante, comentam sobre a importância da seca enquanto mecanismo de influência da distribuição da vida humana. Secas afetam a produtividade através de seus efeitos no crescimento da vegetação e na biomassa dos sistemas ecológicos, impactando a capacidade de previsão dos recursos que estariam disponíveis num processo de migração — uma situação potencialmente fatal, dados os custos associados à mobilidade para caçadores-coletores. Desta forma, prevê-se que as regiões afetadas por secas mais frequentemente contribuíram para a falha de oferecer suporte à persistência da população humana, durante o LGM, devido a níveis inaceitavelmente elevados de risco ecológico.
Desta forma, imagina-se que a península tenha funcionado como um ambiente relativamente hospitaleiro ao oferecer refúgio às populações durante o LGM, justamente por possuir uma paisagem espacialmente heterogênea em termos de variabilidade climática. Ademais, essa heterogeneidade, por sua vez, provavelmente criou descontinuidades espaciais na distribuição das populações humanas, as quais são visíveis no registro arqueológico. Essas descontinuidades criariam, então, lacunas tanto no fluxo gênico quanto no cultural na própria península, o que poderia explicar as diferenças regionais e tipológicas entre as composições solutreanas.

### Fauna
Animais como bovinos de grande porte (bisões), veado-vermelho, íbex, corça, cavalo, javali, camurça e rena faziam parte do dia a dia da cultura solutreana. Em especial, merecem destaque os veado-vermelho, íbex, camurça e cavalo, que possuíam participação significativa em sua dieta. Num estudo recente de 2018, Andrés-Herrero et al., por meio da técnica de modelagem preditiva de distribuição de espécies (Species distribution modelling), puderam fazer essas inferências com base neste modelo probabilístico e descobriram o veado-vermelho foi o mais caçado na maioria dos sítios que investigaram. Nos que não foi o primeiro, foi o segundo em 75% dos casos, demonstrando a importância significativa desses animais na dieta dessa cultura. Não obstante, o íbex também foi muito caçado, estando entre as primárias opções em muitos sítios analisados pelos pesquisadores. Já para os cavalos, sua parcela na dieta também é significativa, estando entre as primeiras opções em diversos sítios.
Em relação aos animais menos caçados, como a corça, a explicação apresentada pelos pesquisadores é de que o animal, de fato, parece nunca ter tido uma real importância na dieta para caçadores-coletores. Ademais, sua baixa importância ainda pode ser reforçada no fato de que corças não aparecem nas pinturas nas cavernas, enquanto outras espécies mais caçadas aparecem em representações ou gravuras, como os grandes bovinos, cervos, íbexes, cavalos e renas. 
Ainda conforme o mesmo estudo, parece haver uma relação de preferência entre os animais caçados a depender se se observa a região norte ou sul da península. Essa preferência, mais do que considerar as individualidades dos diferentes grupos de cada região, deve considerar também a heterogeneidade geográfica e da flora das respectivas localidades, que também afetam a distribuição dos animais.
Até o presente momento, existe significativa escassez de material genético sequenciado referente aos solutreanos. Devido a esse empecilho, é inviável saber a extensão da similitude hereditária da cultura em questão com os outros grupos humanos do Paleolítico Superior. Porém, é aceito na comunidade científica que a cultura Solutreana adveio da Gravetiana e, consequentemente, da Aurignaciana. Além disso, sabe-se que os indivíduos da cultura Magdaleniana, do período posterior ao LGM, originaram-se dos solutreanos. Ademais, está associado a esses povos ascendentes e descendente os componentes genéticos dos aglomerados Fournol e GoyetQ (e variações relacionadas). Os DNAs conectados à cultura Solutreana disponíveis para análise são dos indivíduos Piage II (23 ka cal AP, sudoeste da França) e La Riera (21 ka cal AP, norte da Espanha) e esses apresentam similaridade com os genomas de indivíduos das outras culturas citadas (como El Mirón, dos Magdalenianos).
Os estudos no campo da genética têm grande potencial de promover maior entendimento científico sobre a dispersão dos povos do Paleolítico Superior, porém, no estágio atual das pesquisas, os resultados geraram descobertas conflituosas. A comparação de frequências genéticas entre as populações atuais indica evidências que corroboram com a hipótese da migração solutreana para as Américas (pelo cruzamento do oceano Atlântico), como a verificação da presença de um haplogrupo mitocondrial X muito comum na população europeia em indígenas do nordeste da América do Norte.
Entretanto, esse haplogrupo tem versões diferentes, sugerindo origens diferentes também. Em europeus, as mais comuns são a X2b, X2c e X2d, ao passo que, em nativos americanos, são encontradas as versões X2a e a X2g, com essa segunda sendo encontrada mais raramente, mas ambas exclusivas dos ameríndios. A aceitação do haplogrupo X2 como ancestral do X2a é fortemente criticada pelos geneticistas. Em julho de 1996, foi encontrado um esqueleto datado de 8,5 mil anos no Rio Columbia, ele foi nomeado de Kennewick e acabou envolvido em lutas judiciais pela sua posse. O mapeamento de seu genoma apresentou mais similaridade com os nativos da Sibéria do que com os da Europa, grande agravante contra a defesa da entrada pelo oceano Atlântico, principalmente pois o sequenciamento de Kennewick forneceu o DNA mitocondrial mais basal já encontrado do haplogrupo X2a. Além disso, a datação do surgimento da variação X2a - particular das Américas - é próxima da dos haplogrupos A, B, C e D, comuns em nativos americanos. Esses outros quatro haplogrupos são habitualmente encontrados na Ásia, o que sugere que eles provavelmente vieram na mesma migração.
Em contrapartida, outro dado que fortalece a entrada solutreana nas Américas é a alta frequência do haplogrupo R1 do cromossomo Y presente nos europeus e nos ameríndios. Porém, a credibilidade desse fato como evidência é questionada pela possibilidade de miscigenação recente entre esses conjuntos humanos. Em suma, ao se tratar da contribuição do estudo dos genes para compreensão da ocupação das Américas, os resultados genéticos apontam preponderantemente para a origem asiática. É importante salientar que o saber científico é constituído pelo conjunto da análise de diferentes áreas e a genética não representa hierarquia nisso.
A hipótese solutreana argumenta que os povos da Europa podem ter estado entre os primeiros colonizadores das Américas. Esta hipótese contrasta com o consenso arqueológico dominante de que o continente norte-americano foi primeiramente povoado por pessoas da Ásia, quer pela ponte terrestre de Bering durante o LGM, há pelo menos 13,5 ka cal AP, quer por viagens marítimas ao longo da costa do Pacífico, ou por ambas.
A hipótese postula que há cerca de 21 ka cal AP, um grupo de pessoas da região de Solutré, na França, que se caracterizam historicamente pela sua técnica lítica única, teria migrado para a América do Norte ao longo dos blocos de gelo no Oceano Atlântico. Uma vez que chegaram à América do Norte, sua técnica lítica se dispersou pelo continente e forneceu a base para a posterior popularização da tecnologia lítica Clovis. A premissa da Hipótese Solutreana é que as semelhanças entre as tecnologias líticas Clóvis e Solutreana são evidências de que os Solutreanos foram os primeiros a migrar para as Américas, datando muito antes das teorias científicas predominantes sobre o povoamento das Américas.
Outro fator importante levado em consideração na formulação da hipótese solutreana é o genético. Em 2014, foi sequenciado o ADN autossômico de um bebê do sexo masculino (Anzick-1) de um depósito com 12,5 ka cal AP em Montana. O esqueleto foi encontrado em estreita associação com vários artefatos Clóvis. As comparações mostraram fortes afinidades com o ADN de sítios siberianos, e praticamente excluíram qualquer afinidade próxima de Anzick-1 com fontes europeias. O ADN da amostra Anzick-1 mostrou fortes afinidades com amostras de populações nativas americanas, o que indica que as amostras derivam de uma população antiga que viveu na Sibéria ou perto dela, a população Mal'ta do Paleolítico Superior.
A ideia de uma ligação Clóvis-Solutreano continua a ser controversa e não goza de grande aceitação. A hipótese é contestada por grandes lacunas no tempo entre a cultura Clóvis e as eras Solutreanas, pela falta de evidências de navegação marítima Solutreana, pela falta de características e ferramentas Solutreanas específicas na tecnologia Clóvis, pelas dificuldades da rota e por outras questões.
A indústria solutreana corresponde a um estilo de fabricação de ferramentas de sílex relativamente avançado do Paleolítico Superior, de cerca de 23 ka a 17 ka AP, durante o LGM, em regiões atualmente ocupadas por Portugal, Espanha e França. Ela foi precedida pela cultura gravetiana e sucedida pela magdaleniana. No entanto, o período entre 26,5 e 19 ka cal AP no Norte da Península Ibérica não corresponde exatamente às datas dos tecno-complexos tradicionalmente definidos, de maneira que uma fase Solutreano-Gravetiano não está atestada seguramente em Portugal.
Embora o Sul de Portugal seja o local em que foram encontrados as pontas pedunculadas mais antigas (25 a 24 ka cal AP), deve-se considerar o caso do sítio arqueológico de Ambrósio, onde artefatos semelhantes foram identificados como necessariamente depositados entre 26 e 24 ka cal AP.

### Subdivisões do Solutreano
O período Solutreano é tradicionalmente dividido em três fases: Inferior, Médio e Superior. Por mais que não pareça ocorrer um padrão específico de distribuição de técnicas produtivas entre as diferentes regiões, sendo altamente provável a coexistência de uma grande diversidade de tipos de pontas na maior parte das fases deste período, o Solutreano Inferior parece ter ocorrido apenas na Espanha mediterrânica.
Na Península Ibérica foram propostas outras divisões. Pericot divide o período solutreano em quatro fases: três relativamente maiores, sendo estas as Inferior/Protosolutreano, Médio e Superior, e uma quarta fase final, designada por Solutreo-Aurignaciano. Nesta última, diferenciada pela técnica de produção de pontas, encontra-se um pico máximo de produção de pontas com ombros (shouldered backed) e por uma diminuição acentuada da presença do retoque invasivo bifacial. Outra proposta de modelo mantém a organização tripartida para o Solutreano, com novas designações para cada fase: Inicial, Média e Evolutiva, sendo que esta última subdividida em três momentos distintos (I, II e III), distinguidos pela prevalência, em cada um deles, de diferentes elementos tipológicos.
Na França, a subdivisão cronocultural organiza o tecno-complexo em três momentos distintos, com base no aparecimento sucessivo dos diferentes fósseis-índice: Baixo, Médio e Alto Solutreano.
Características das ferramentas de cada período:
- Solutreano Inferior: presença dominante de pontas de face plana com retoque dorsal, invasivo e plano, e sem pontas foliadas bifaciais e tipos em forma de pinça;

- Solutreano Médio: ferramentas marcadas pelo predomínio das folhas de louro sobre as pontas planas, embora estas últimas pareçam manter uma presença relativamente considerável. Também é observada a produção preferencial de lâminas a partir de núcleos bidirecionais cuidadosamente preparados por micro-facetamento de plataformas.[36]

- Solutreano Superior: ocorrência de pontas de face plana, embora em frequências muito mais restritas, enquanto as folhas de louro mantêm quase a mesma importância da fase anterior.[33]

O progressivo desaparecimento das pontas líticas do tipo Parpalló e a subsequente dominância das pontas pequenas com ombros definiu a ocorrência do período Solutreano Superior Evoluído ou Solutreo-Gravettiano. Esta fase tem, no entanto, implicações fundamentais na transição do Solutreano para o Magdaleniano, mais do que na própria organização interna do tecnocomplexo Solutreano. No período de 22 a 21 ka cal AP, verifica-se uma diminuição considerável da ocorrência de qualquer uma dessas fases no Sul e Centro de Portugal, momento em que fica estabelecido o fim do Solutreano na região. Em outras partes da Península Ibérica, a escassez de datações de radiocarbono nos últimos períodos do LGM é uma das principais razões para a atual falta de conhecimento sobre a transição Solutreano-Magdaleniano.
Foram encontrados sítios solutreanos onde atualmente estão diversos países europeus. No sul da Península Ibérica, a presença de materiais solutreanos foi registada num total de 103 sítios, sendo a maioria deles em cavernas e abrigos rochosos. Contudo, mais de metade dos sítios identificados sofrem de uma série de limitações, incluindo a falta de materiais orgânicos, a presença de conjuntos líticos pequenos e muito truncados, assim como a mistura de artefatos de diferentes cronologias que, na maioria das vezes, são impossíveis de separar. Também foram encontrados achados solutreanos nas cavernas de Les Eyzies e Laugerie-Haute, e nos Lower Beds de Creswell Crags em Derbyshire, Inglaterra.
Embora sítios do Proto-Solutreano estejam presente até ao norte da Grã-Bretanha e da Bélgica, os mais conhecidos estão sobretudo:
- Na Bacia de Paris: As grutas de Arcy-sur-Cure e um sítio em La Celle-Saint-Cyr, no Yonne; o sítio conhecido como Les Bossats (Ormesson), em Seine-et-Marne; e um depósito em Saint-Sulpice-de-Favières, em Essonne.
- No sudoeste de França: O abrigo de Laugerie-Haute; o abrigo de Laussel em Marquay (Dordonha); as jazidas de Combe-Capelle em Saint-Avit-Sénieur, em Dordogne; a gruta de Placard e o Roc-de-Sers, em Carântono; as Cavernas Isturitz e Oxocelhaya em Isturits, nos Pirenéus Atlânticos; e Brassempouy, em Landes.
- No vale do Ródano: A gruta de Chabot e a gruta de Salpêtrière em Gard; a Baume d'Oullins, em Ardèche.
- Na Espanha: A gruta de Parpallo (Comunidade Valenciana) e a Cueva de Ambrosio.

- Gravetiano
- Magdaleniano
- Cultura Clóvis
- Último máximo glacial